# 父女之戰
〈父女之戰〉（英語：The Red Throne）是《探險活寶》第五季的第47集。在卡通頻道2014年2月10日播出。在這一集裡，火焰公主受到肉桂麵包阿寶的幫助，逃離由她父親火焰國王提親她和火焰神唐·約翰的婚禮。